# Милевский, Андрей Александрович
Андрей Александрович Милевский (бел. Андрэй Аляксандровіч Мілеўскі; 9 января 1977) — белорусский футболист, защитник.

## Клубная карьера
Профессиональную карьеру начал в 1995 году в клубе «Торпедо» (Жодино). С 1998 по 2002 года выступал в «Гомеле». Следующие два сезона провёл в минском «Динамо». Первую часть 2004 года провёл в «Дариде», а вторую в азербайджанском «Интере». С 2005 по 2006 года вновь выступал за «Дариду». Следующие 2 года провёл в Литве и выступал за «Шяуляй» и «Судува». Также Милевский выступал за «Минск» и «Городею». В последней в 2010 году завершил карьеру профессиональную карьеру.

## Карьера в сборной
Дебют за национальную сборную Беларуси состоялся 16 августа 2000 года в товарищеском матче против сборной Латвии (1:0). Всего Милевский провёл за сборную 7 матчей.